# ماكسين فاسبرغ
ماكسين فاسبرغ (بالعبرية: מקסין פסברג‏)، من مواليد 1953، معلمة إسرائيلية متقاعدة من أصول جنوب أفريقية، ومهندسة ومديرة تنفيذية. هاجرت من جنوب إفريقيا إلى إسرائيل في عام 1975 وحصلت على درجتي البكالوريوس والماجستير في الكيمياء من الجامعة العبرية في القدس. بعد أن درست الكيمياء في المدرسة الثانوية لبضع سنوات، غيرت مهنتها وبدأت العمل لدى شركة إنتل كمهندسة طباعة حجرية عام 1983. أمضت فاسبرغ السنوات الـ 33 التالية من حياتها في مناصب رئيسية في تلك الشركة، ومنها مديرة المشغل ومديرة المصنع والمديرة العامة (الرئيس التنفيذي) في إنتل إسرائيل. تقاعدت في ديسمبر 2016. سمّيت واحدةً من مشاهير النساء في مجال التكنولوجيا عام 2009 وتم اختيارها كواحدة من «أقوى عشر نساء في مجال التكنولوجيا» من قبل شبكة سي إن إن الأخبارية عام 2010.

## بداية حياتها وتعليمها
ولدت ماكسين فاسبرغ في جوهانسبرغ بجنوب إفريقيا وهاجرت مع عائلتها إلى إسرائيل في ستينيات القرن الماضي حيث عاشت سبع سنوات تقريبًا قبل أن تعود لوطنها الأم. على الرغم من أنها درست العبرية في معهد بتاح تكفا في إسرائيل، إلا أنها استصعبت التأقلم مع المجتمع الإسرائيلي. أكملت دراستها الثانوية في جنوب إفريقيا لتعود وتهاجر من جديد إلى إسرائيل عام 1975.
تابعت دراستها الجامعية في الجامعة العبرية في القدس، فحازت على درجة البكالوريوس في الفيزياء والكيمياء التطبيقية عام 1977، دبلوم الدراسات العليا عام 1978، ودرجة الماجستير في الكيمياء الحيوية عام 1979.

## مسيرتها المهنية

### التعليم
بعد حصولها على شهادة البكالوريوس، بدأت فاسبرغ مسيرتها المهنية بالتعليم في مدرسة أو آر تي إسرائيل وثانوية أليانس فرانسيز في القدس  ، كما شاركت بتدريب أساتذة الكيمياء في الجامعة العبرية. استمرت بالتعليم حتى فشلت بالحصول على منصب مدير المدرسة التي كانت تعمل فيها، وحينها قررت فاسبرغ تغيير خططها والبحث عن مهنة أخرى.

### إنتل
عام 1982 قامت شركة إنتل بعملية توظيف واسعة لتشغيل معملها فاب8 وهو أول مصنع لها خارج الولايات المتحدة. تقدّمت فاسبرغ للوظيفة وحصلت عليها لتصبح مهندسة طباعة حجرية في معمل فاب8. سافرت إلى ولاية أريزونا الأمريكية لتخضع لبرنامج تدريب مكثّف مدته عام وعادت بعدها إلى إسرائيل مهندسة صناعية بين عامي 1986 و1987، ثم قائدة مجموعة من 1988 حتى 1990 ومن 1992 حتى 1993.
عملت ماكسين فاسبرغ كمهندسة بوليمايد في وحدة بورتلاند للتطوير التكنولوجي بين 1991 و1992.
في عام 1995، أصبحت فاسبرغ عضوًا في الفريق الذي أشرف على بداية مصنع فاب18 في كريات جات، وعملت في البداية كمديرة العلاقات العامة ومن بعدها مديرة وحدة الإنتاج. أشرفت بعدها على وحدة إنتاج الرقائق الإلكترونية صغيرة الحجم (45 نانومتر) وساهمت في تطوير المصنع لينتج رقائق بحجم 28 و22 نانومتر. ترقت لتصبح مديرة المصنع عام 200، وهو منصب تشاركت به مع شخص يدعى ألكس كورنهاوس حتى عام 2004، حين أصبحت هي المديرة الوحيدة للمصنع.
عيّنت نائب مدير مجموعة إنتل العالمية للتكنولوجيا والتسويق عام 2004، ثم مديرة معمل الشركة الثاني في إسرائيل عام 2016.
في حزيران يونيو 2007 عينت مديرة تنفيذية لإنتل فرع إسرائيل وأوكلت إليها مهمة تطوير مصانع إنتل في إسرائيل ومعمل فاب8 هناك. بقيادتها، نمت صادرات إنتل إسرائيل من 1.54 مليار دولار عام 2007 إلى 2.7 مليار دولار عام 2010. عام 2011 كانت فاسبرغ تدير حوالي 7300 موظفة وموظف.
أشادت إنتل بعمل ماكسين فاسبرغ وخاصة مساهمتها بخلق آلاف فرص العمل في إسرائيل، كما اشتهرت بتشجيعها النساء العربيات والدرزيات والإسرائيليات على دخول مجال التكنولوجيا والعمل فيه.
عام 2016، شغلت النساء 40% من المناصب الإدارية في معمل كريات جات، مقابل نسبة 33% في مجمل معامل شركة إنتل في إسرائيل.
عانت فاسبرغ نفسها من التمييز والأحكام المسبقة لكونها امرأة تعمل في إدارة إحدى كبرى الشركات وهنا تقول فاسبرغ أنها حين كانت تتشارك نفس المنصب مع زميلها كورنهاوسر، كان الموظفون يظنونها سكرتيرته. حتى عندما أصبحت هي المديرة التنفيذية للشركة، كان الرجال في الشركة ينادونها مكسيم وليس ماكسين. 

## عضويات
كانت ماكسين فاسبرغ عضوًا في الهيئة الاستشارية والرقابية لبنك إسرائيل، عضو مجلس إدارة في الجامعة العبرية بالقدس، عضو مجلس إدارة في متحف بلومفيلد للعلوم كما كنت عضوًا في هيئة الطاولة المستديرة وهي هيئة استشارية لرئيس الوزراء الإسرائيلي بين العامي 2008 و2011، كما كنت عضوًا في الهيئة الاستشارية للمجلس الاقتصادي الوطني بين عام 2009 وعام 2011.

## الجوائز والتكريمات
حصلت ماكسين فاسبرغ على جائزة اتحاد الصناعيين الإسرائيليين عام 2011، على جائزة هوغو رامنيسو في الاقتصاد عام 2012 كما حصلت على جوائز تقدير لانجازاتها في شركة إنتل لمساهمتها في حل مشكلة العوازل الكهربائية البينية.
أدرج اسمها في لائحة مشاهير النساء العاملات في مجال التكنولوجيا عام 2009، وفي عام 2012 اختارتها شبكة سي إن إن الاخبارية «واحدة من أقوى عشر نساء في مجال التكنولوجيا». عام 2014، كرّمت في إسرائيل بصفتها واحدة من 14 امرأة حاملات للمشعل في احتفالات عيد الاستقلال الإسرائيلي.
حصلت ماكسين فاسبرغ على الدكتوراه الفخرية من جامعة بن غوريون عام 2013.

## حياتها الشخصية
تزوجت من جوزيف فاسبرغ، وهو فيزيائي، ورزقت منه بابنة وابن وهي تعيش معه اليوم في حار أدار. 